# СВД
СВД или Снайперистка винтовка Драгунов (на руски: Снайперская винтовка Драгунова) е модел руска снайперска пушка.

## История
Създадена от Евгений Фьодорович Драгунов през 1963 г.
Влиза в серийно производство през 1964 година и се произвежда до днес. Драгунов е полуавтоматична с газово-възвратен механизъм и е предназначена за унищожаване на отдалечени цели. Снабдена е с оптичен мерник ПСО-1 и има ефективна стрелба до около 400-600 метра както всички подобни пушки. Прицела е разграфен до 1300 метра което е повод за градска легенда че това е ефективния обхват, в действителност разсейването на куршумите на такава дистанция е прекалено голямо. Боеприпасите са 7,62×54 mm R с начална скорост 830 м/с. Използва се по време на Виетнамската война, Съветската инвазия в Афганистан и войната в Югославия. Първоначално е била на въоръжение във всички страни членки на бившия Варшавски договор. Лиценз за производство са имали Китай, Румъния и Иран, без лиценз се е произвеждала в Сърбия, а към този момент се използва в армиите на повече от 26 държави.
Когато отряд от Съветската армия е бил на операция, с него задължително е имало по един войник със СВД, специално обучен да работи с него. Замисълът за по един такъв войник в отряд е бил с цел да се увеличи ефективния обхват на 600 и повече метра (без Драгунов ефективния обсег е бил 300 метра заради ограничения на АК-47). В този случай СВД не се е използвал точно като снайперистка винтовка, но това все пак е първия пример за снайперист. В края на 60-те, началото на 70-те години на XX век, се появява нова модификация на Драгунов – СВДС, който е по-олекотен, тъй като дървото е заместено от полимер, също така приклада се сгъва.

## Технически характеристики
брой на нарезите: 4
стъпка на нарезите: 240 мм за тежки куршуми, 320 мм (стандартно) и 420 мм за свръх леки куршуми
Прицелна далекобойност с оптически прицел: 1300 м
с пластинчат мерник: 1200
до 3800 м куршума има достатъчна енергия да убие или рани човек
маса на патрона: 21.8 гр
маса на куршума: 9.6 гр (ЛПС куршум със стоманен сърдечник)
маса на барутния заряд: 3.1 гр.
време на полета на куршума до 1300 м: 3,26 сек.
увеличение на оптическия прицел: 4х (ПСО1)
размер на полето: 6 градуса
фокусно разстояние от окуляра до окото: около 70 мм
маса на оптическия прицел: 616 гр.

## Оператори
- Русия - въоръжени сили на Руската федерация[2]